# دسيا الكنايس
قرية دسيا الكنايس  هي إحدى القرى التابعة لمركز المحمودية في محافظة البحيرة في جمهورية مصر العربية. حسب إحصاءات سنة 2006، بلغ إجمالي السكان في دسيا الكنايس 4548 نسمة، منهم 2285 رجل و2263 امرأة.

## التاريخ
قرية دسيا الكنايس من القرى القديمة، حيث وردت باسم «دسيو» في أعمال البحيرة ضمن قرى الروك الصلاحي التي أحصاها ابن مماتي في كتاب قوانين الدواوين، كما وردت باسم «دسيو» في أعمال البحيرة ضمن قرى الروك الناصري التي أحصاها ابن الجيعان في كتاب «التحفة السنية بأسماء البلاد المصرية». وفي العصر العثماني وردت باسم «دسيو» في التربيع العثماني الذي أجراه الوالي العثماني سليمان باشا الخادم في عصر السلطان العثماني سليمان القانوني ضمن قرى ولاية البحيرة، وفي تاريخ 1228هـ/1813م الذي عدّ قرى مصر بعد المسح الذي قام به محمد علي باشا باسم «دسيا الكنايس» ضمن قرى مديرية البحيرة.